# Domingo Sangriento (1905)
El Domingo Sangriento o Domingo Rojo (en ruso: Кровавое воскресенье) fue una matanza de manifestantes pacíficos conducidos por el padre Gapón perpetrada por la Guardia Imperial rusa. Sucedió en San Petersburgo el 22 de enero de 1905 (9 de enero según el calendario juliano entonces vigente en Rusia), día en el que varios miles de trabajadores se reunieron a las puertas del Palacio de Invierno, residencia del zar Nicolás II. La matanza es considerada como uno de los detonantes de la Revolución rusa de 1905.

## Antecedentes
Los obreros, organizados por Mijaíl Kozlov, ya que su padre Vladímir murió el domingo rojo,[cita requerida] procuraban demandar directamente al zar un salario más alto y mejores condiciones laborales, tras el fracaso de numerosas huelgas hechas a finales del año 1904. Los manifestantes llevaban ese día iconos religiosos, además de retratos del zar, para demostrar que sus intenciones eran pacíficas.

## Desarrollo
El zar Nicolás II no se encontraba en el palacio en esos momentos, ya que había ido a pasar el fin de semana a Tsárskoye Seló. Su tío, el gran duque Vladímir Aleksándrovich, ordenó abrir fuego contra la multitud; en total se calcula que murieron unos mil manifestantes y ochocientos quedaron heridos, entre ellos mujeres y niños. La noticia de la matanza no tardó en conocerse en todo el país, lo que desencadenó que muchos campesinos se sublevaran en zonas rurales, numerosas huelgas en diferentes ciudades y motines en las Fuerzas armadas, que se extendieron durante un año.

## Consecuencias
En 1905, Nicolás II trató de apaciguar a los manifestantes para lo cual accedió a firmar el Manifiesto de Octubre, donde se concedían ciertos derechos civiles como la libertad de expresión y se legalizaban los partidos políticos. También creó el parlamento ruso, la Duma, pero la opinión del pueblo ya se había vuelto muy radical debido a los asesinatos y la violencia anterior. Los cambios políticos aprobados por el Zar no supusieron un gran cambio para la vida de los rusos: la aristocracia seguía siendo muy rica y los trabajadores y campesinos muy pobres. Además, Rusia seguía siendo un país atrasado y la economía no mejoraba. En 1914, Rusia declaró oficialmente la guerra a Alemania y se embarcó en una guerra que costó mucho dinero y muchas vidas (dos millones de soldados rusos murieron en la Primera Guerra Mundial). Los socialistas boicotearon la Duma Imperial, también el zar la suprimió varias veces y finalmente esta suspendió su actividad en 1917, por la depresión económica que se originó tras la contienda internacional y por el éxito de la Revolución de Febrero.